# Francisco Moura
Francisco Moura  (Campinas, 16 de abril de 1905 — ?, ?), filho do filólogo e pedagogo paulista Américo Brasiliense Antunes de Moura e de Lídia de Almeida Moura foi um político brasileiro. Exerceu o mandato de deputado classista constituinte em 1934.
Educação
Iniciou os estudos nas Escolas Alemãs em Campinas e terminou no Ginásio do Estado, na capital de São Paulo. Em 1929, formou-se químico industrial pela Escola Politécnica de São Paulo. Nessa época, ganhou uma viagem à Europa do Ministério da Agricultura - no entanto, não chegou a viajar por falta de verba. 
Vida Profissional
Entrou na Companhia de Gás de São Paulo em 1924, atuando como representante dos operários na junta administrativa da Caixa de Aposentadorias e Pensões. Em 1925, participou da criação da Sociedade de Química de São Paulo, onde foi presidente de 1926 a 1927. Além disso, trabalhou como redator do Boletim da Sociedade de Química de São Paulo e foi colaborador efetivo da Revista Química de São Paulo. 
Em abril de 1931, fundou o Sindicato dos Químicos, onde trabalhou como tesoureiro e foi eleito delegado à Convenção dos Sindicatos do Brasil, que aconteceu no Rio de Janeiro, em 1933. Foi escolhido para atuar na convenção como representante dos empregados na indústria para deputado classista à Assembleia Nacional Constituinte, tomando posse em novembro daquele ano. Também foi eleito, em 1934, líder dos representantes das classes trabalhadores na Assembléia. Ainda nesse ano, foi reeleito deputado federal profissional, dando voz aos interesses dos empregados industriais.    
Em 1937, ainda na Câmara, foi indicado para representar a bancada classista na Convenção de Lançamento da candidatura de José Américo de Almeida às eleições para presidente em 1938. Seu mandato durou até 1937, quando todos os órgãos legislativos brasileiros foram extintos. 